# Club Atlético Unión (Villa Krause)
El Club Atlético Unión es un equipo de fútbol argentino de la ciudad de Villa Krause, Rawson, Provincia de San Juan. Fue fundado el 12 de octubre de 1964 y es conocido por el apodo el Azul.
El club ha disputado varios torneos nacionales organizados por la Asociación de Fútbol Argentino (AFA) como la Primera B Nacional, la Copa Argentina, el Torneo Federal A, el Torneo Argentino A,  el Torneo Argentino B, el Torneo del Interior y el Torneo Regional Federal Amateur Por competición regional disputa la Liga Sanjuanina de Fútbol.
Disputa sus partidos oficiales en su estadio 12 de octubre, más conocido como el 12.

## Historia
Fue fundado el 12 de octubre de 1964, como el resultado de la fusión de los clubes Boca Juniors y Rawson. El proyecto inició en 1962, cuando Rawson descendió de la Primera División de la Liga Sanjuanina, mientras que Boca Juniors, oriundo de Villa Cenobia Bustos, pasó a disputar sus encuentros en la cancha que utilizaba Rawson a partir de su ascenso en 1955, luego de perder su anterior cancha en el terremoto de 1944.
Hizo su debut oficial en el campo de juego el 8 de mayo de 1965, con un triunfo por 5 a 2 ante Juventud, por el Torneo Preparación.

### Fusión con Racing
En 1979 se fusiona con Racing, uno de los fundadores de la Liga Sanjuanina. En los años posteriores, Unión vistió ocasionalmente su camiseta albirroja.

### Ascenso al Nacional B
Desde 1965, compitió en la Liga Sanjuanina sin lograr mayores éxitos, situación que lo privó de competir en el Torneo Regional, certamen de la Asociación de Fútbol Argentino donde los clubes del interior competían por un lugar en el Campeonato Nacional de Primera División.
En la temporada 1986, la Liga organizó un torneo especial entre ocho de sus afiliados entre los que estuvo Unión. El torneo clasificatorio, que luego fue considerado parte del Torneo del Interior 1986 tuvo como fin brindar un ascenso al nuevo Campeonato Nacional B.
El 9 de marzo, Unión hizo su debut en el nuevo certamen de la AFA, cayendo por 2 a 0 en su visita a Colón Juniors. A pesar del mal comienzo lograría recuperarse, pero ya no disputaría la fase regular, sino clasificar a la fase final. Algunos empates y una derrota ante Independiente Villa Obrera, que terminó último en su único triunfo, lo forzaron a triunfar en la última fecha, donde venció a Trinidad por 1 a 0 el 20 de abril. A pesar de igualar en puntos y goles con Peñarol, logró quedarse con el cuarto puesto por el triunfo ante estos en la fecha 2, clasificando a semifinales: el día 27, cayó ante Colon Juniors por 2 a 1; pero el 4 de mayo, Unión venció por el mismo marcador y se impuso en los penales. El día 11 disputó la primera final ante San Martin, igualando 1 a 1; y el 18, en Villa Krause, Unión se impuso por 4 a 3 y ganó la fase final. Sin embargo, debió volver a enfrentar al santo, por su condición de ganador de la fase regular: el día 25, Unión no pudo repetir el triunfo de local e igualó 1 a 1; pero el 1 de junio, dio el batacazo y venció por 2 a 1 en la capital provincial, obteniendo un histórico ascenso a la segunda categoría del fútbol argentino.

### Ascenso al Argentino B
En el Torneo del Interior 2008, superó el Grupo 2 venciendo en todos los partidos, pero luego quedaría rápidamente eliminado al caer en los penales con Huracán de San Rafael.
En el Torneo del Interior 2009, superó el Grupo 14 de forma invicta. En la etapa eliminatoria, dejó en el camino a: San Luis, venciendo ambos partidos por 3 a 1; a Huracán de San Rafael, a quien venció por 2 a 0 luego de igualar 1 a 1; y a Andes Talleres en los penales, tras igualar 1 a 1 en ambos partidos. En los cuartos de final, venció por 3 a 1 a Aconquija, luego de caer 1 a 0 en Catamarca, asegurándose así participar en 2 instancias más. En semifinales cayó ante Güemes por 1 a 0 en Salta, pero en Villa Krause venció por 4 a 1 y clasificó a la Gran Final. En la ida de la final, cayó ante San Jorge por 1 a 0 en Santa Fe, mientras que en la vuelta en Villa Krause, logró imponerse en un sufrido 2 a 0 con goles de Ovejero y Laciar, con protagonismo del arquero Biasotti en los últimos minutos, selló el primer título de Unión en la AFA y le dio el ascenso al Argentino B.
Por el Torneo Argentino B 2009-10, concursó en el Grupo G. En el Apertura, quedó tercero en su grupo y venció a Trinidad en los penales, luego de igualar sin goles en el global, accediendo a la fase final del Torneo. En el clausura, quedó segundo en su grupo y volvió a enfrentar a Trinidad, donde venció en su visita por 2 a 1 pero, en un partido suspendido a los 37 minutos por agresión al arquero de Trinidad seguido de incidentes, el Tribunal de Disciplina le dio el partido y la llave por ganado a Trinidad. En la fase final, venció a San Martín por 2 a 1 en Mendoza luego de igualar sin goles en Villa Krause, accediendo al Pentagonal. En el Pentagonal: venció a Guaraní Antonio Franco por 2 a 0; luego cayó por 1 a 0 en Salta ante Gimnasia y Tiro; a lo que le siguió el triunfo sobre Central Norte por 2 a 1, que le permitió llegar con chances a la última fecha; finalmente empató sin goles ante General Paz Juniors pero el triunfo de Central Norte lo dejó sin el campeonato y el ascenso, pero accedió a la Promoción por diferencia de gol quedando segundo. En la promoción, igualó sin goles ante Alumni, mientras que perdió por 3 a 0 en Villa María, quedándose sin el ascenso.

### Nuevo título y retorno a la AFA
Tras el descenso, Unión renunció a participar del nuevo Torneo Regional Federal Amateur, y retornó a la disputa exclusiva de la Liga Sanjuanina para 2019.
En 2022 disputó el torneo de la Federación Sanjuanina, torneo provincial creado para otorgar un cupo adicional al Regional Federal Amateur. Unión superó la fase de grupos y las instancias eliminatorias hasta llegar a la final, donde venció por 1 a 0 a San Miguel de Albardón con gol de Marcelo Simone.
En el Regional Federal Amateur 2022/23, supero la Zona 5 de la Región Cuyo venciendo a Aberastein y a Defensores de Boca clasificando los octavos de final, donde venció por 3 a 2 y 2 a 0 a Peñaflor. En los Cuartos de final, se enfrentó con San Miguel, donde venció por 2 a 0 en Villa Krause, y empató por 2 a 2 en Albardon. En semifinales eliminó por penales a San Lorenzo en Ullum, luego de caer por 2 a 1 y haber ganado por 1 a 0 en Villa Krause. En la final de la región, quedó eliminado de la fase final luego de vencer por 1 a 0 a San Martín, debido a que había perdido por 3 a 1 en Mendoza.

## Estadio

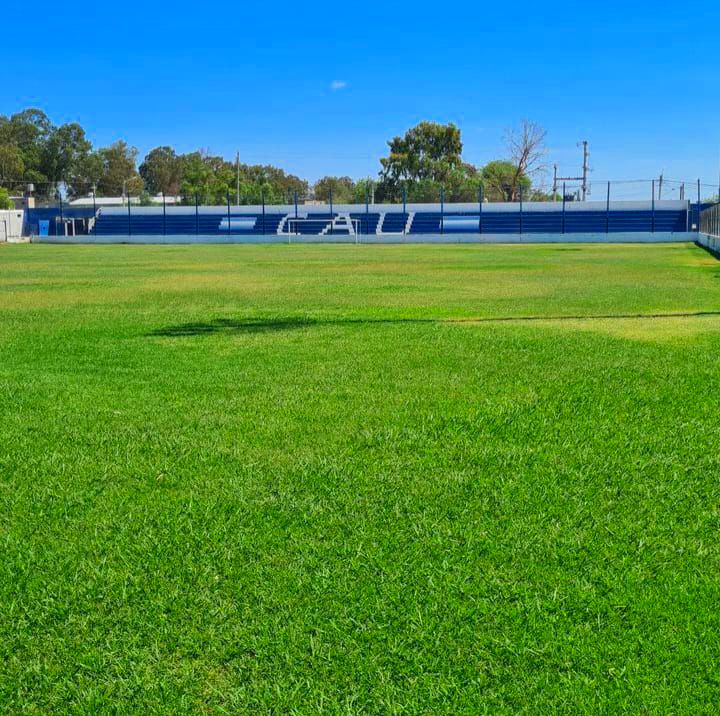

Lleva el nombre 12 de Octubre en homenaje a la fundación del club, aunque popularmente es conocido como El 12. Se encuentra ubicado en la manzana delimitada por las calles Torino, Manuel Lemos, Devoto y Elizondo en la localidad de Villa Krause, ciudad de San Juan. 
El club posee el predio desde su fundación en el año 1964 ya que pertenecía a uno de los equipos que dio origen al club, Boca Juniors de Rawson, que recibió los terrenos en 1950 de manos de la municipalidad. Tiene capacidad para albergar 5000 espectadores.

## Datos del club
Segunda categoría:
- Temporadas en el Nacional B: 1 (1986/87)

Tercera categoría:
- Temporadas en el Torneo del Interior: 1 (1986)
- Temporadas en el Federal A: 5 (2014, 2015, 2016, 2016/17 y 2017/18)

Cuarta categoría:
- Temporadas en el Argentino B: 12 (1995/96, 1996/97, 1997/98, 1999/00, 2000/01, 2002/03, 2003/04, 2009/10, 2010/11, 2011/12, 2012/13, 2013/14)
- Temporadas en el Regional Federal Amateur: 2 (2022/23, 2023/24)

## Competencias
Participaciones en torneos nacionales y regionales:
- Copa Argentina[8]
- Primera B Nacional
- Torneo Federal A[8]
- Torneo Argentino A[9]
- Torneo Argentino B[10]
- Torneo del Interior
- Torneo Regional Federal Amateur
- Liga Sanjuanina de Fútbol
- Copa de campeones

## Palmarés
Torneos regionales
- Liga Sanjuanina de Fútbol (6): 1996, 1998, 1999, 2002, 2003, 2004.[17]
- Copa Ciudad de Rawson (2): 2014, 2015.[18]
- Copa de Campeones (1): 2022.

Torneos nacionales
- Torneo del Interior (1): 2009.